# 陳承瑢
陳承瑢（約1821年—1856年）又名陳作鎔。廣西人。太平天國將領，陳玉成叔。金田起義時領兵反清。癸好三年二月，在南京升地官副丞相，九月升天官正丞相，该职务为24丞相之首，为朝内官的首长，相当于后世的国务总理，也是主持军政的杨秀清的亲信。1854年，封興國侯，後改佐天侯。甲寅四年八月，武汉失陷，奉命出京指挥军事，与秦日纲等在鄂东长江沿岸的田家镇抗击清军进攻；曾水源接任天官正丞相。洪秀全天王府女官说「东王若升天，而们为官的都难了」，这句话曾水源、东殿吏部尚书李寿春听闻没有向杨秀清报告；此事导致在乙荣五年六月二十八夜，东王杨秀清假托天父下凡，公开处决了曾水源、李寿春。这一方面说明洪秀全与杨秀清的矛盾彻底表面化，另一方面也是杨秀清对洪杨矛盾不公开站队表态的高官地震慑逼迫。1856年向天王洪秀全告密，謂東王楊秀清企圖篡位弒君。隨北王韋昌輝、秦日綱殺東王楊秀清，翼王石達開逃出天京，是為天京事變。後來石達開帶兵回京，天王洪秀全又處死陳承瑢、秦日綱等人。